# Festón

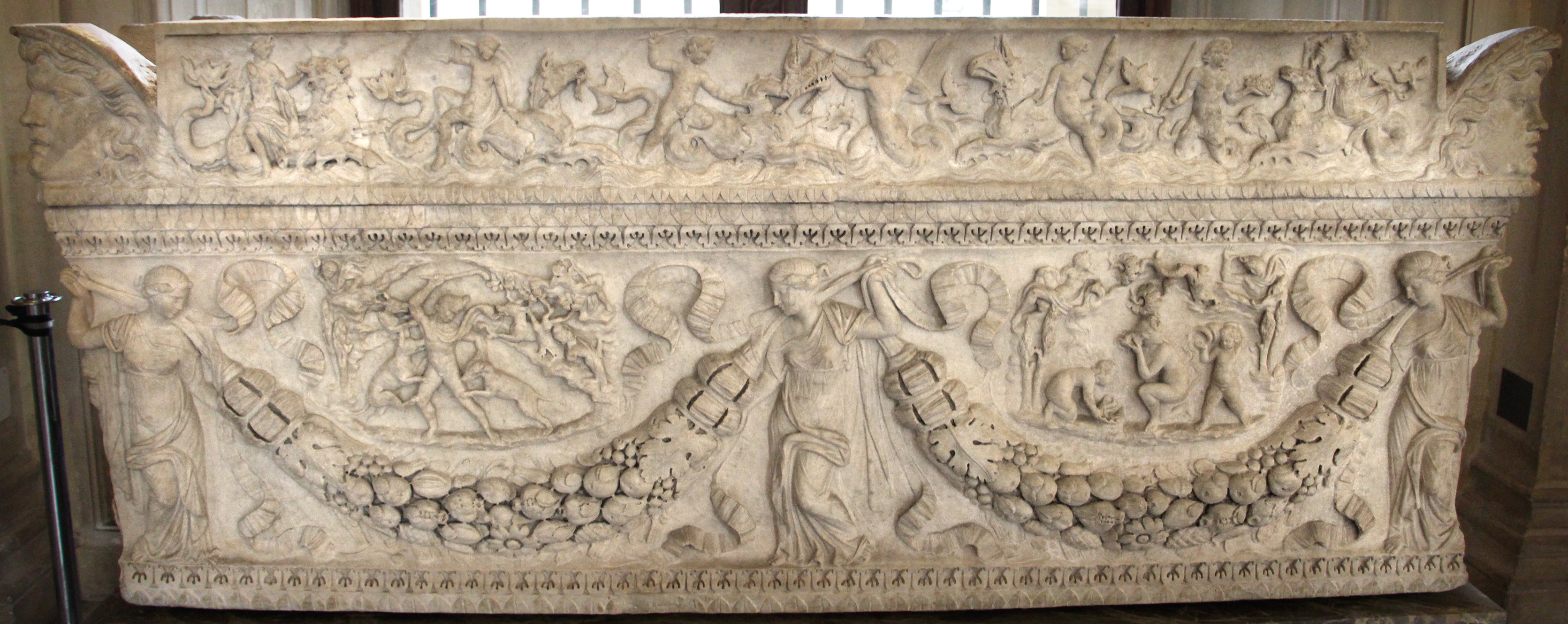
Sarcófago romano de mármol decorado con festones, c. 130-125 a. C., Louvre.

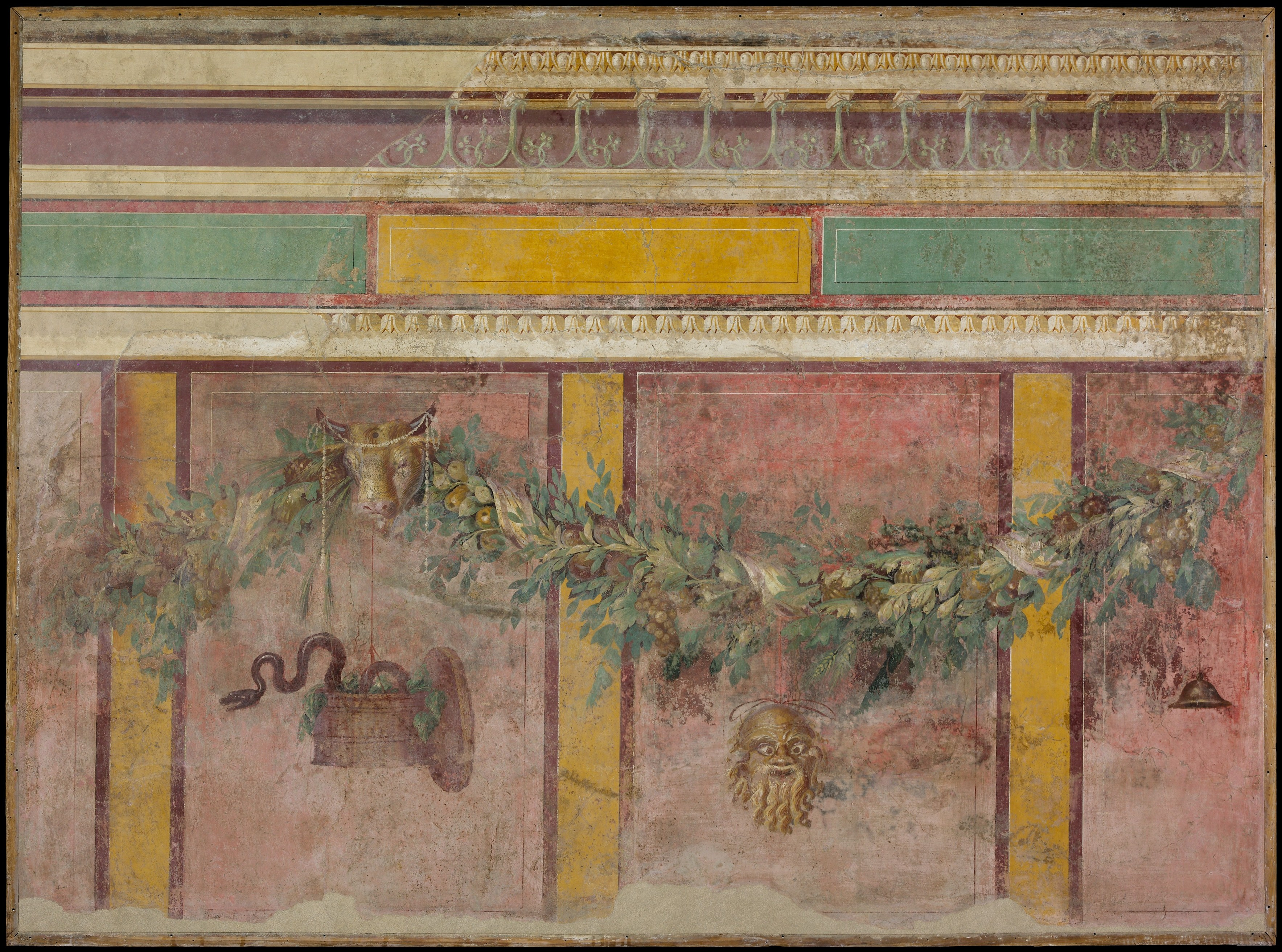
Trampantojo en una pintura mural de una villa romana de Boscoreale, con festones y bucráneos, c. 50-40 a. C. Museo Metropolitano de Arte, Nueva York.

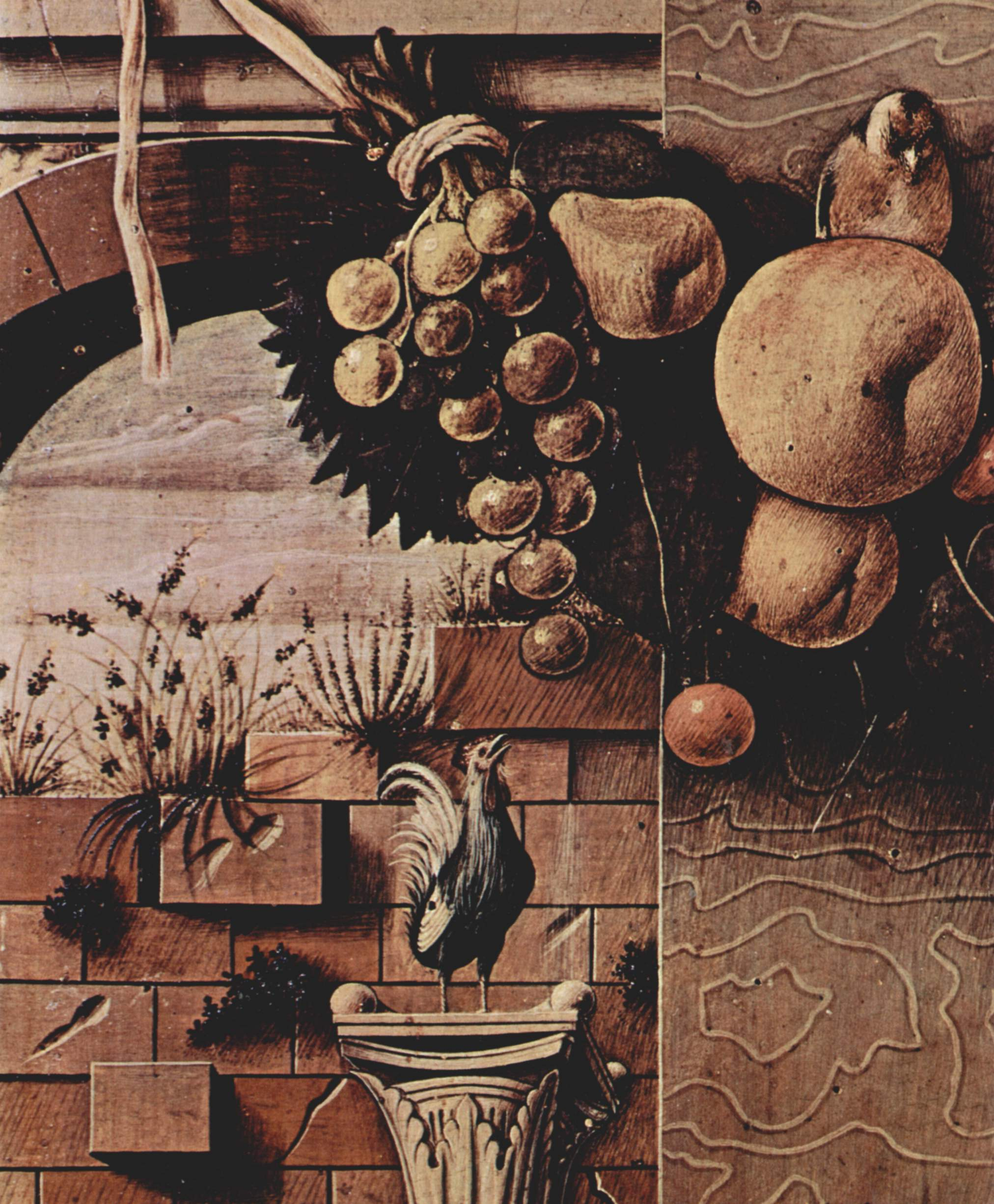
Festón, por Carlo Crivelli.

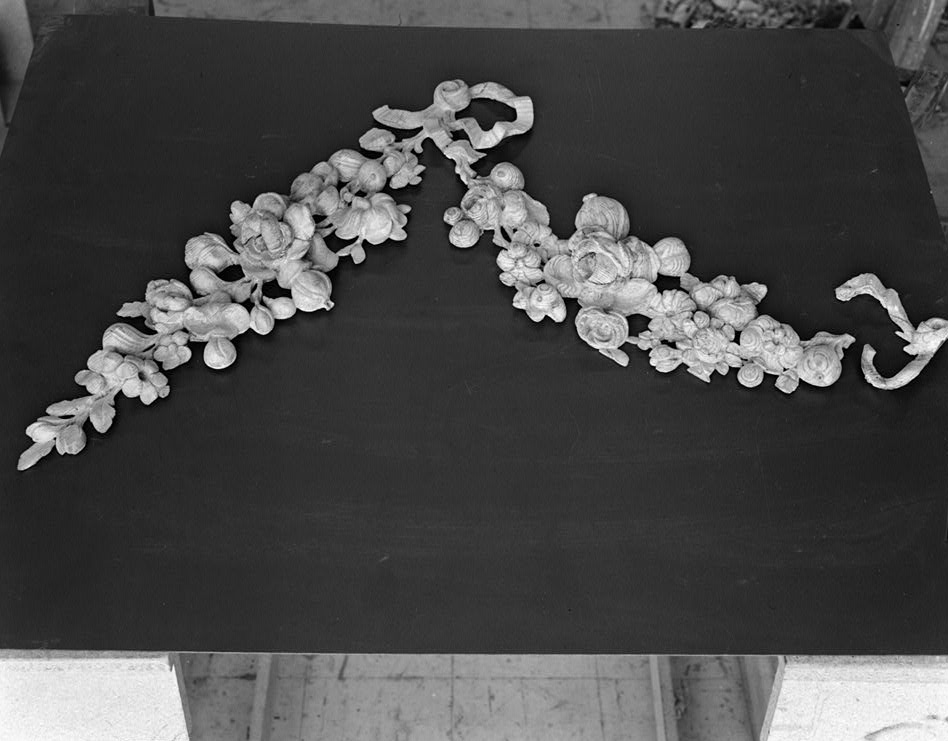
Festón, de Hammond-Harwood House.

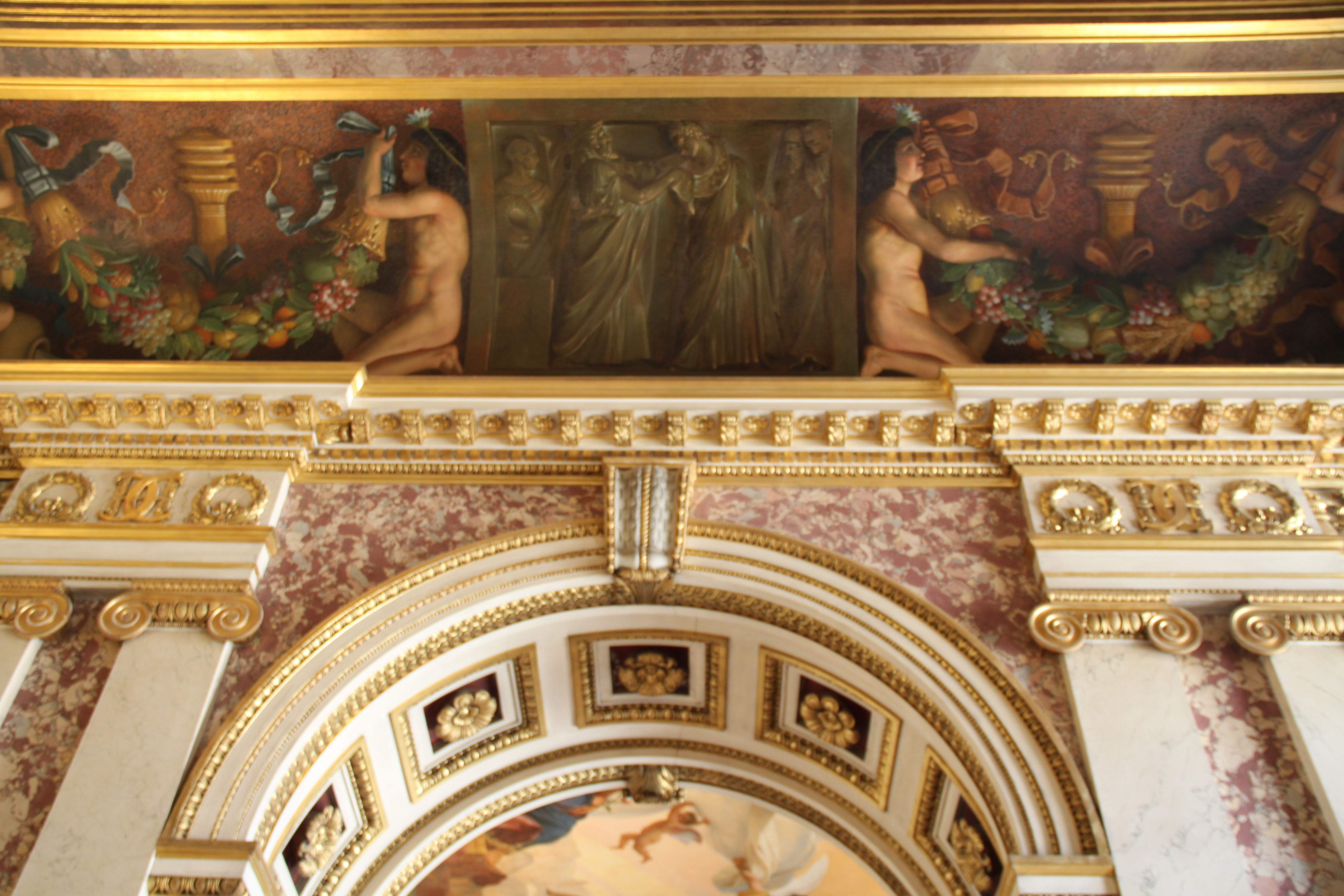
Festón neoclásico en el techo de la sala 643 del Palacio del Louvre, c. 1840.

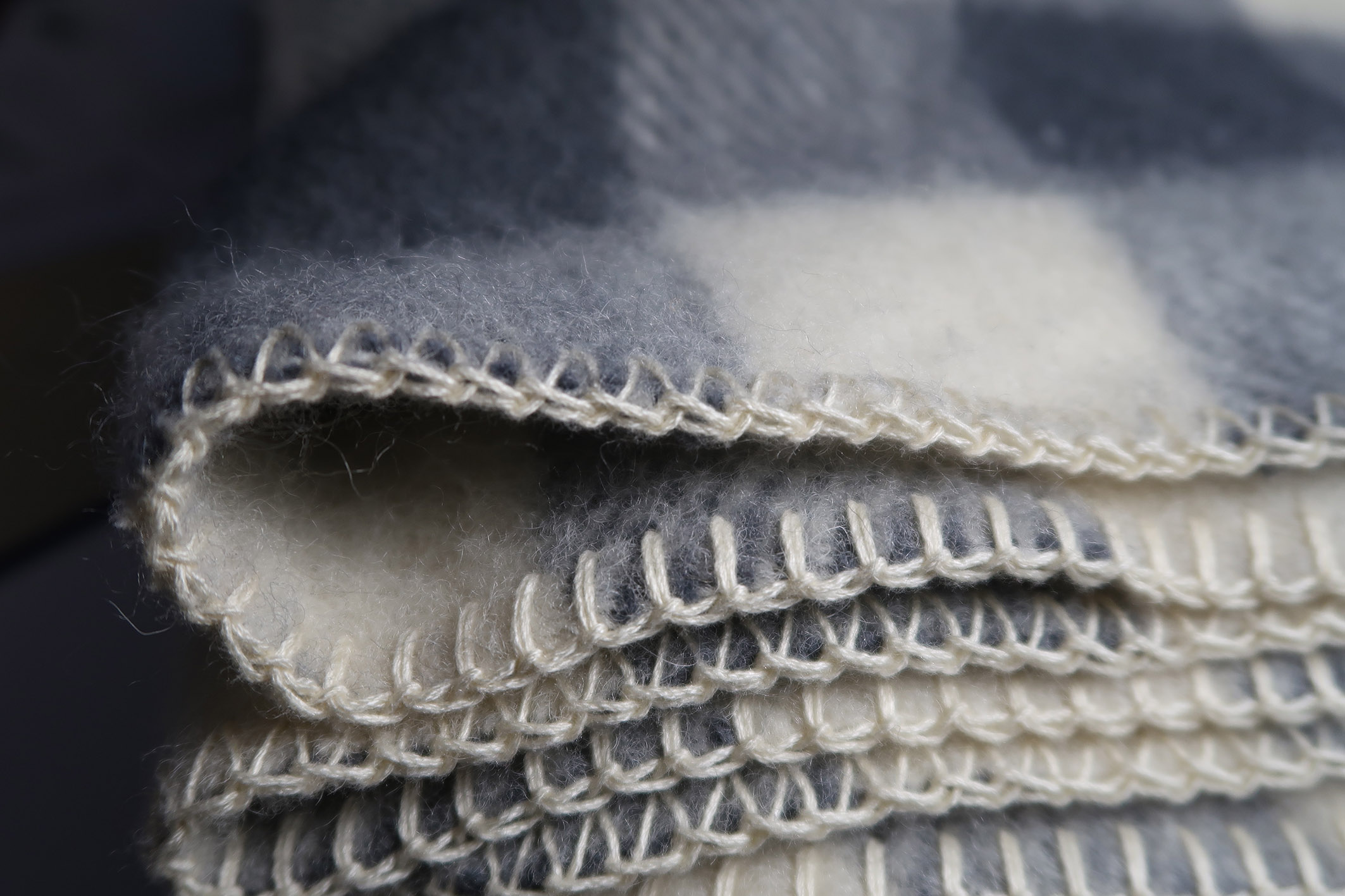
Punto de festón especial: el punto de caballo.

El festón (de feston francés, de festone italiano, del latín tardío festo, originalmente una guirnalda festiva, de un festum latino, banquete) o guirnalda es en arquitectura un arreglo convencional de flores, de follaje o de fruta unidos y suspendidos por cintas, adornados por un nudo o sostenidos por bocas de leones o suspendido a través de la parte posterior de las cabezas de toros como en el templo de Vesta en Tívoli.

## Características
El diseño fue empleado por los antiguos griegos y romanos y formó en gran parte la decoración principal de altares, frisos y paneles. Los extremos de las cintas forman a veces arcos o curvas torcidas. Su origen es probablemente debido a la representación en piedra de las guirnaldas de flores naturales, frutas, etc. que eran colgadas sobre el umbral de una entrada los días de fiesta o suspendidas alrededor del altar.

## Arquitectura
En arquitectura, un festón, o festones, refieren a un tipo común de ornamento, del tipo de una gran guirnalda no flotante suspendida de dos lazos para formar un arco, o más precisamente compuesta por una serie de pequeños segmentos de arco salientes o entrantes, que representan una guirnalda de follaje suspendida por cintas. El adorno fue utilizado más adelante en arquitectura neoclásica y en artes decorativas, especialmente cerámica y trabajo de orfebrería.

## Costura
En costura se utiliza el punto de festón para rematar los bordes de mantas, manteles e, incluso, determinadas prendas. La puntada de festón es similar a la puntada que se usa para los ojales, pero los puntos están más espaciados y deben ser muy regulares.